# 팔랴니차 드론
팔랴니차(Palianitsya)는 우크라이나가 개발한 드론이다.

## 역사
2024년 8월 24일, 젤렌스키 대통령은 이날 독립기념일 33주년을 맞아 공개한 영상 연설을 통해 "우리의 새로운 드론인 팔랴니차를 오늘 첫 전투에서 성공적으로 사용했다"며 "이 무기는 러시아에 대한 우리의 새로운 보복 수단"이라고 말했다.
팔랴니차는 우크라이나 전통 빵 이름이다.